# Jabal es Saaïdé
Jabal es Saaïdé är ett berg i Libanon.   Det ligger i guvernementet Mohafazat Baalbek-Hermel, i den centrala delen av landet, 50 kilometer öster om huvudstaden Beirut. Toppen på Jabal es Saaïdé är 1 262 meter över havet, eller 87 meter över den omgivande terrängen. Bredden vid basen är 1,9 km.
Terrängen runt Jabal es Saaïdé är kuperad västerut, men österut är den platt. Närmaste större samhälle är Baalbek, 15,1 kilometer öster om Jabal es Saaïdé. 
Trakten runt Jabal es Saaïdé består till största delen av jordbruksmark. Runt Jabal es Saaïdé är det ganska tätbefolkat, med 80 invånare per kvadratkilometer.